# Outsider (album de Three Days Grace)
Pour les articles homonymes, voir Outsider (homonymie).
Albums de Three Days Grace
Human
(2015) Explosions
(2022)
Singles
1. The Mountain
Sortie : 25 janvier 2018
2. Infra-Red
Sortie : 25 juin 2018
3. Right Left Wrong
Sortie : 12 novembre 2018

Outsider est le sixième album du groupe canadien Three Days Grace sorti le 9 mars 2018,.

## Liste des pistes
| 1.    | Right Left Wrong        | 3:56 |
| 2.    | The Mountain            | 3:18 |
| 3.    | I Am an Outsider        | 2:42 |
| 4.    | Infra-red               | 3:50 |
| 5.    | Nothing to Lose but You | 2:52 |
| 6.    | Me Against You          | 3:29 |
| 7.    | Love Me or Leave Me     | 3:04 |
| 8.    | Strange Days            | 3:10 |
| 9.    | Villain I'm Not         | 2:55 |
| 10.   | Chasing the First Time  | 2:55 |
| 11.   | The New Real            | 3:00 |
| 12.   | The Abyss               | 4:09 |
| 39:20 |                         |      |